# Cultura de Irak

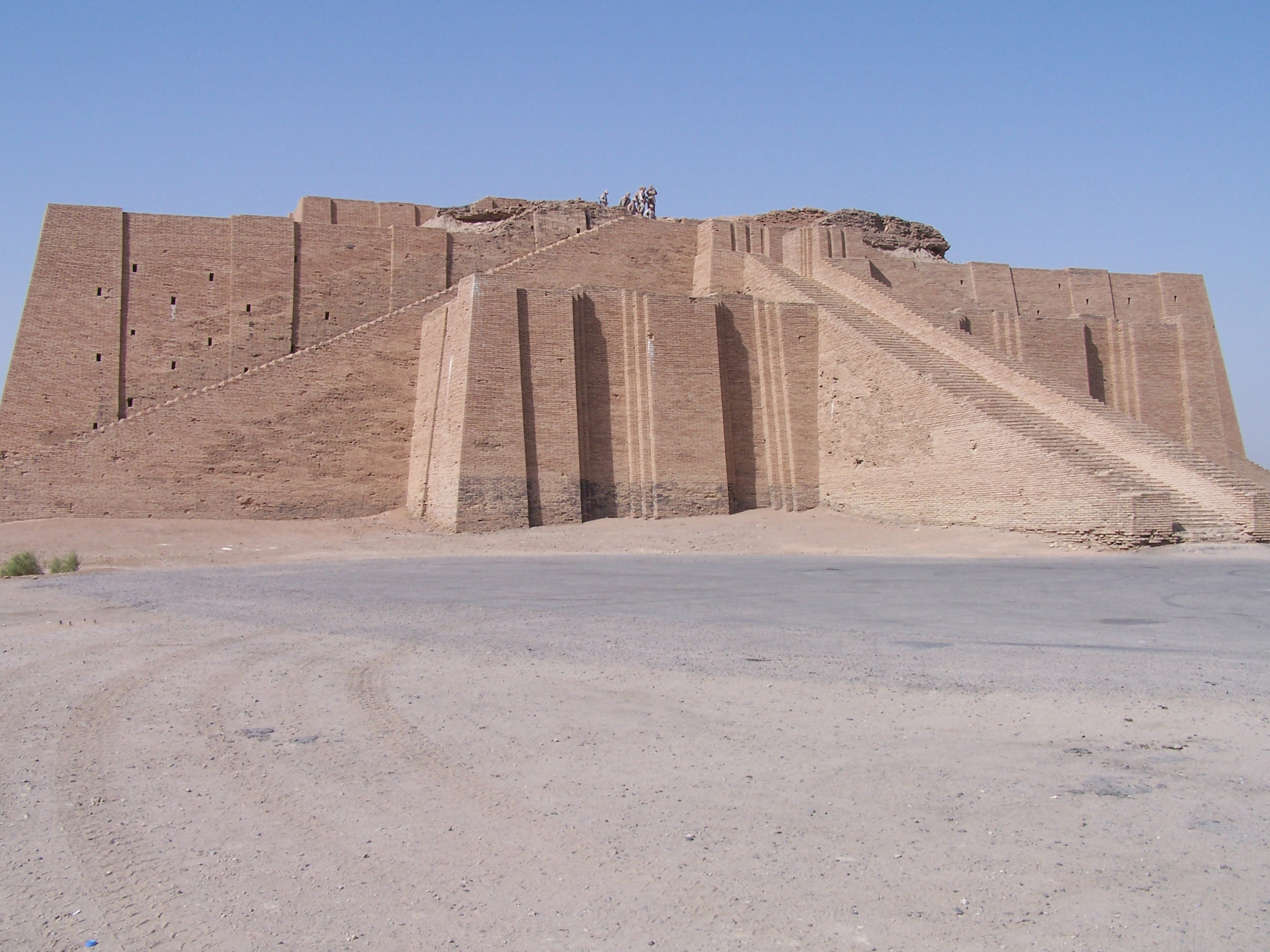
El Zigurat, uno de los diseños arquitectónicos más antiguos.Zigurat de Ur

Irak tiene una de las culturas más antiguas del mundo. Irak es donde las antiguas civilizaciones de Mesopotamia estuvieron, cuyo legado pasó a la influencia y forma de las civilizaciones del Viejo Mundo. Culturalmente, Irak tiene un patrimonio muy rico. El país es conocido por sus poetas y sus pintores junto con los mejores del pueblo árabe, algunos de ellos de clase mundial. Irak es conocido por la producción incluyendo alfombras y moquetas. La arquitectura de Irak se ve en la metrópolis de Bagdad, dónde la construcción es casi nueva, con algunas islas con exquisitos edificios antiguos, y en otros lugares en miles de sitios antiguos y modernos en todo Irak.
A diferencia de muchos países árabes, Irak celebra los logros de su pasado en los tiempos pre-islámicos. Lo que es ahora Irak era una vez la cuna de la civilización en la antigua Mesopotamia y la cultura de Sumeria, dónde se inventó la escritura y la rueda. En los siglos octavo y noveno, las califas abasíes fueron presididas en lo que entonces era la civilización más importante del mundo, rica en ciencia, arte y literatura.

## Cine
La industria cinematográfica empieza por medio del kurdo Ahmed Badrakhan y los egipcios Niazi Mostafa y Ahmed Kamel Morsi tras el final de la Segunda Guerra Mundial. En la década de 1950 empieza el cine iraquí propiamente dicho, destacando la película Said Effendi de Kamiran Housni. En 1959 el Estado crea la Dirección General de Teatro y Cine que se dedica a producir documentales y películas de ficción. Destacan las películas El inspector de autobús y la neorrealista El vigilante nocturno. Entre los actores más famosos podemos encontrar a Khalil Shawki y Yousef Al-Any.
La guerra contra Irán de los ochenta traerá consigo la creación de un cine nacionalista y pro-árabe para el que se utilizaran de nuevo productores de Egipto. Destacan la superproducción Al-Qadisiyya, que narra la victoria del Islam sobre los sasánidas, y las películas en las que se narra la resistencia contra los británicos.
El cine de Irak atravesó una crisis durante la época de Saddam Hussein debido al embargo impuesto tras la guerra del Golfo, las revueltas y las posteriores guerras. A principios del siglo XXI, destacan las películas Jiyan (Vida) y Las tortugas también vuelan en los que se denuncian la situación de la minoría kurda.

## Música
La música de Irak o la música iraquí (también conocida como Música de Irak) pertenece a la música del mundo árabe pero, por razones de proximidad geográfica, es influenciada también por la tradición musical iraní.
Irak es reconocida mundialmente por tres instrumentos llamados laúd árabe, santur, y joza. Los músicos de laúd árabe más conocidos son Ahmed Mukhtar, Naseer Shamma, Rahim Alhaj, Sahar Taha y Munir Bashir.

### Música iraquí clásica
La música clásica iraquí requiere de alguna discusión sobre el entorno social, como también referencias a la poesía. La poesía siempre se representa con claridad. La poesía es el arte de los iraquíes, y la poesía cantada es el mejor de todos. En Bagdad desde 760-1260, los escritores rechazaron la notación musical. La música es melódicamente modal, y se mueve en un movimiento gradual con notas repetidas.

## Deportes
Fútbol es el deporte más popular en Irak, y un considerable factor de unión en el país tras años de guerra y disturbios. Baloncesto, natación, levantamiento de pesas, culturismo, boxeo, kick boxing y tenis son también deportes populares.
La Asociación de Fútbol de Irak es el organismo rector del fútbol en Irak, controlando la Selección de fútbol de Irak y la Liga Premier de Irak (también conocida como Dawri Al-Nokba). Fundada en 1948, ha sido miembro de la FIFA desde 1950 y de la Confederación Asiática de Fútbol desde 1971. El equipo iraquí fue campeón de la Copa Asiática 2007 tras derrotar a Arabia Saudita en la final.

## Cultura moderna

### Patrimonio cultural
Irak es un país de un patrimonio amplio y variado en el que hay musulmanes, cristianos, judíos, y asirios, entre muchos otros que han contribuido a la amplia gama de Cultura iraquí.
La música tradicional se compone de instrumentos como laúdes, flautas, violines, tambore y panderetas. Ahora, sin embargo, hay muchos artistas jóvenes de generación pop, rap y otros géneros musicales. Kulthum y Fairouz son dos mujeres cantantes famosas por su voz y sobre todo queridas en Irak. De hecho, la guitarra común, un emblema de América, evolucionó a partir de la guitarra del antiguo Irak.
Las casas de té se encuentran dispersos en Irak, y en la tarde hay un hábito para los comerciantes que es retirarse en el fondo con amigos cercanos para tomar el té, una siesta "Iraquí".
Los ritos de paso se centran principalmente en los niños escolarizados lo suficiente para leer el Corán. El Corán es quizás uno de los textos más difíciles de leer, por la profundidad de sentido y debido a la gran dificultad de los sonidos que demandan los árabes de las cuerdas vocales humanas. Los niños con menos errores de pronunciación son llamados "hafiz" o "memorizadores". Por lo general, hay una gran celebración en honor al niño.
Los matrimonios y nacimientos son una parte enorme para la vida iraquí. Es común tener cientos de personas asistiendo a las bodas. Aunque hay algunos matrimonios arreglados, una pareja debe aceptar antes de entrar a ella, y hay muy bajas las tasas de divorcio en Irak, aunque es aceptable y bastante fácil en virtud de la doctrina islámica.
Sin embargo, los árabes creen que la sabiduría viene con arrugas en la vejez, por lo que los abuelos y padres son altamente respetados. Es visto como una desgracia sí un niño es públicamente grosero a alguien de la generación mayor.
Al igual que en otras naciones árabes, la mano izquierda se utiliza para las actividades sanitarias, incluyendo el baño, y la mano derecha para la comida y para saludar: ofrecer el apretón de manos con la izquierda puede ser percibido como un insulto, y comer con la mano izquierda se considera vergonzoso. Los iraquíes son personas apasionadas, y sus conversaciones pueden ir adornadas con muchos gestos con las manos.
La generosidad es un valor en la cultura iraquí, y es visto como grosero menospreciar pedir un favor. Esto se acentúa especialmente durante el mes de Ramadán, cuando es preciso hacer donaciones a los pobres. Muchas familias, ricas o pobres, cocinan para las personas sin hogar o las invitan a cenar. Algunos preparan baklava o un plato de kebab para ellas.

### Instituciones culturales
Algunas importantes instituciones culturales de la capital incluyen la Orquesta Nacional Iraquí - los ensayos y actuaciones fueron interrumpidas brevemente durante la Guerra de Irak pero han vuelto a la normalidad, el Teatro Nacional de Irak - El teatro fue saqueado durante la invasión de Irak en 2003, pero los esfuerzos están en marcha para restaurar el teatro. La escena teatral en vivo recibió un impulso durante la década de 1990 cuando las sanciones de las Naciones Unidas limitó la importación de películas extranjeras. Tanto como 30 salas de cine fueron informadas que se convirtieron en escenarios en vivo, produciendo una amplia gama de comedias y producciones dramáticas.
Las instituciones ofrecen educación cultural en Bagdad incluyendo la Academia de Música, el Institudo de Bellas Artes y Música y Ballet de la escuela de Bagdad. Bagdad incluye el Museo Nacional de Irak - que alberga la colección más grande y mejor del mundo en artefactos y reliquias de antiguas civilizaciones iraquíes.